# Максимум последнего оледенения

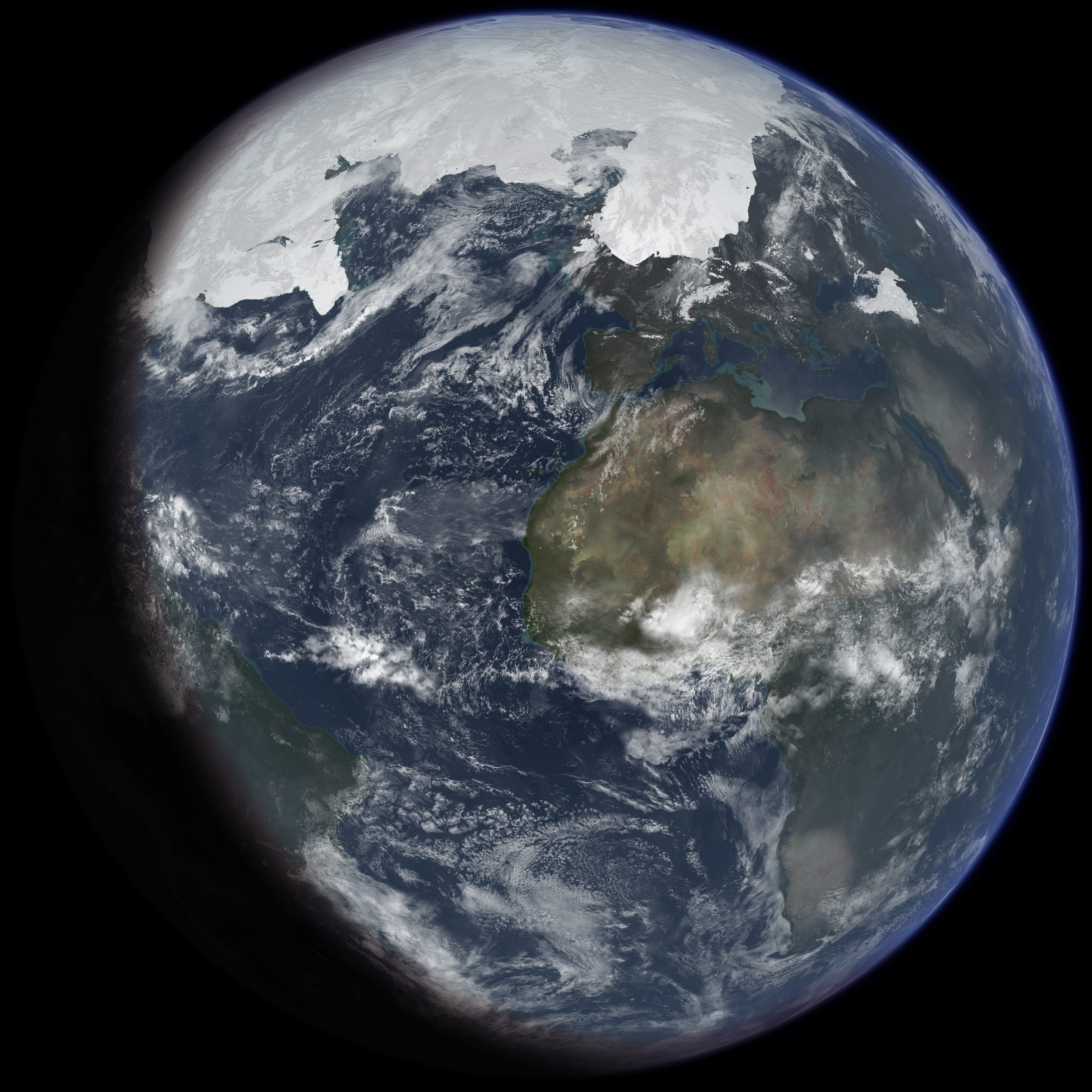
Так могла выглядеть Земля во время LGM

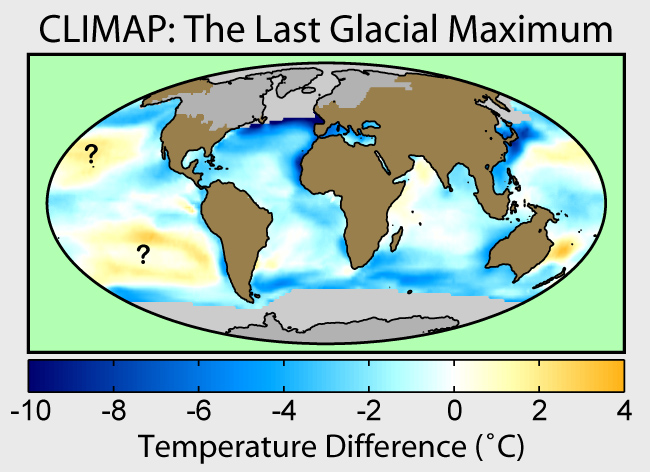
Температура воды при последнем максимуме последнего оледенения, в соответствии с CLIMAP

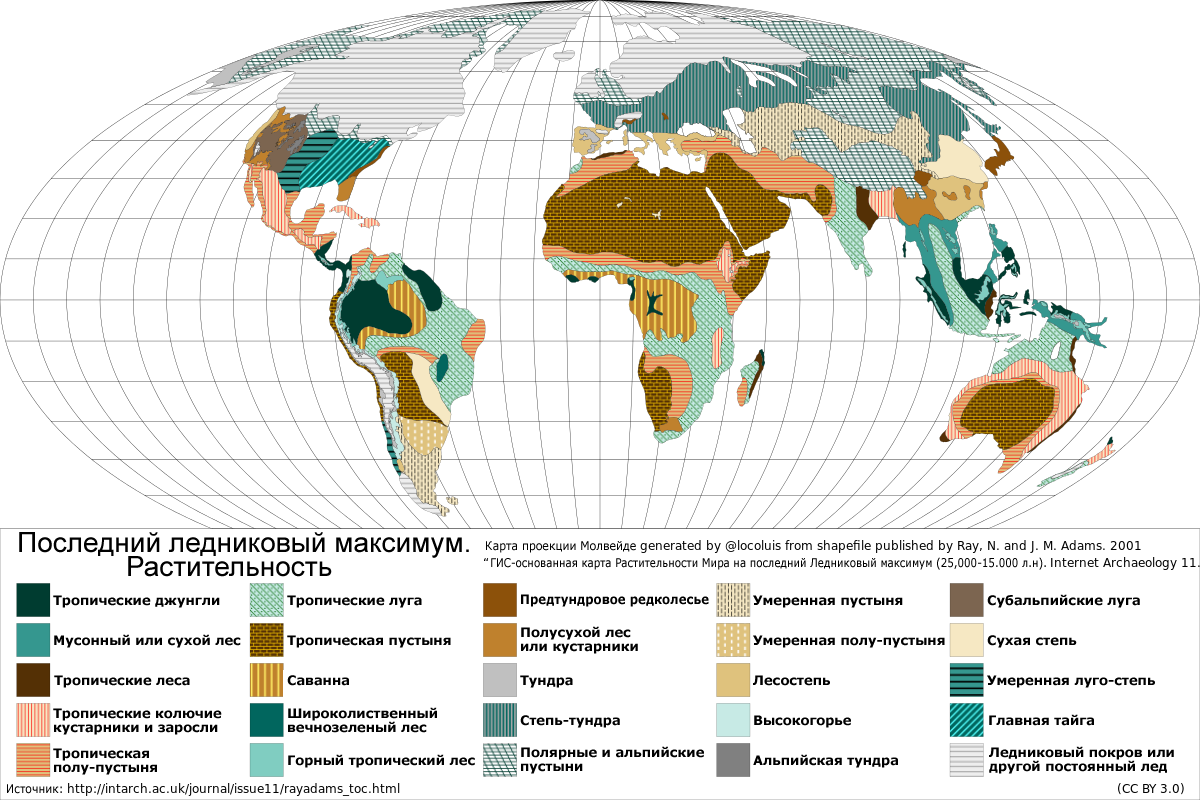
Различные типы растительности, в том числе в зонах, покрытых ледяным щитом 18 тыс. л. нд., по данным, основанным на ископаемых образцах пыльцы, извлечённой из озёрных и болотных отложений

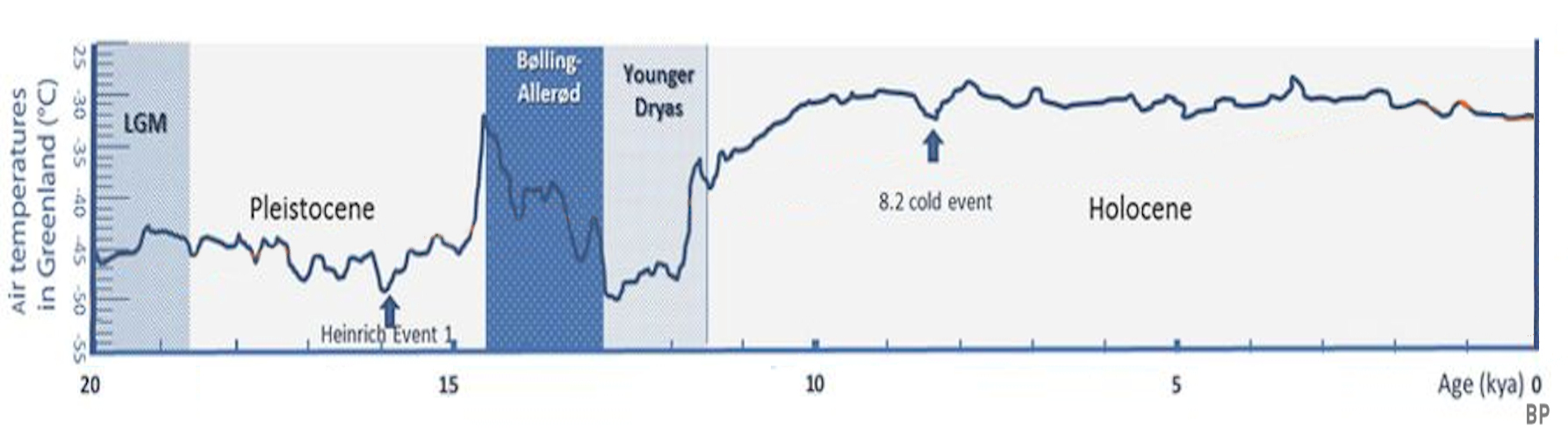
Изменение в послеледниковый период по данным ледяных кернов Гренландии

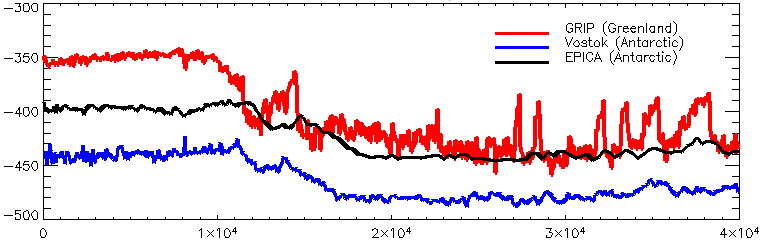
δ^{18}O (х10) за последние 40 тысяч лет в Гренландии и Антарктиде, хронология справа налево

Максимум последнего оледенения (LGM (от англ. Last Glacial Maximum), редко МПО) — время максимального похолодания в течение последней ледниковой эпохи, имевшее место 26,5—19 тыс. лет назад.
В этот период температура в зависимости от региона была на 4−6,5 °C ниже, чем в настоящее время. Уровень Мирового океана в то время был на 120—135 метров ниже современного из-за того, что вода, накопившаяся в виде льда в ледниковых покровах толщиной 3—4 км, была изъята из гидросферы. Ледники занимали 8 % поверхности Земли и 25 % площади суши (в настоящее время соответственно 3,1 % и 10,7 %). Многих современных мелководных шельфовых морей не существовало (Жёлтого и Северного морей, Персидского и Сиамского заливов), а другие были значительно меньше современных.

## Климатические последствия
В это время оледенение захватило большую часть Северной Америки, Скандинавский полуостров, север Европы и Восточно-Европейской равнины. Льдами были покрыты Альпы и Гималаи, южные оконечности Южной Америки и Австралии.
Формирование ледников требует как постоянных низких температур, так и осадков (снега). Следовательно, несмотря на температуры, сходные с температурами оледенения в Северной Америке и Европе, Сибирь оставалась свободной ото льда, за исключением возвышенностей на Таймыре и, возможно, Чукотке. Антициклоны над ледяным щитом в Северной Европе создавали воздушные массы, которые были настолько сухими при достижении Восточной Азии, что выпадение осадков, достаточных для образования ледников, было невозможным. Относительная теплота Тихого океана из-за прекращения течения Оясио и наличия больших горных массивов в Восточной Сибири и на Дальнем Востоке также были факторами, препятствующими континентальному оледенению в Азии.
Климат стал не только более холодным, но и более сухим, что привело к уменьшению площади лесов и опустыниванию многих регионов, таких как Южная Австралия. Площадь экваториальных лесов Амазонки значительно уменьшилась, дождевые леса Юго-Восточной Азии были затронуты аналогичным образом. Только в Центральной Америке (современные Никарагуа, Коста-Рика, Панама и север Колумбии) тропические леса остались практически нетронутыми, возможно из-за необычайно сильных дождей в этом регионе.
Большинство пустынь мира расширились. Однако в западных штатах США из-за изменения глобальных ветров влажность была выше, чем сейчас. Это позволяло образовываться обширным плювиальным озёрам, таким как озеро Бонневиль в штате Юта. Аналогичное повышение влажности произошло в Афганистане и Иране, где в Деште-Кевире образовалось крупное озеро.
Ранее считалось, что в Западной Сибири также образовалось большое Мансийское озеро, возникшее из-за перекрытия ледниками стока вод сибирских рек в Северный Ледовитый океан. Сейчас доказано, что в эту эпоху здесь существовали лишь небольшие озёра, образовавшиеся из-за вытаивания подземных льдов, а крупное озеро имело место в более ранний период — 90—60 тыс. лет назад.
18 тыс. л. н. климат стал смягчаться, а ледниковые покровы уменьшаться. LGM сменился прохладным ранним дриасом (между эпохами в некоторых регионах отмечается небольшое потепление), после чего наступило позднеледниковье.